# Diourbel
Diourbel (wolof: Jurbel) – miasto w Senegalu, stolica regionu Diourbel, 106 tys. mieszkańców (2006). Dominującą gałęzią przemysłu jest przemysł spożywczy.
W mieście znajduje się udostępniany zwiedzającym meczet, wzniesiony w latach 1919-1925 oraz dom Amadou Bamby – słynnego XIX-wiecznego marabuta lokalnej społeczności muzułmanów.